# Noháč
Noháč (Pedetes) je rod afrických hlodavců, jediný rod čeledi noháčovití (Pedetidae). Zahrnuje dva druhy žijící v jižní a východní Africe.
Jsou to větší hlodavci vážící 3–4 kg s typicky prodlouženýma zadníma nohama, pomocí kterých se pohybují. Svou potravu – cibulky, kořínky, ale i jiné části rostlin a hmyz – si shánějí v noci. Přes den odpočívají v systému nor, které si vyhrabávají v písčitých půdách.

## Výskyt
Noháči žijí v jižní a východní Africe od Keni po Jihoafrickou republiku.
Obývají suché písčité půdy v pouštních nebo polopouštních oblastech.

## Taxonomie
Noháči tvoří dva druhy:
- noháč jihoafrický (Pedetes capensis) obývající jižní část Afriky od Angoly, jihu Demokratické republiky Kongo, Zambie, Zimbabwe, Botswany, jihu Namibie po Jihoafrickou republiku,[4]

- noháč východoafrický (Pedetes surdaster) žijící v Tanzanii a na jihu Keni.[5]

Někteří autoři neuznávají existenci druhu Pedetes surdaster a zařazují jej jako poddruh k druhu Pedetes capensis.

## Vzhled
Noháči jsou statní hlodavci. Jejich tělo měří 350–430 mm, ocas bývá stejně dlouhý nebo o něco delší než tělo a měří 370–470 mm. Srst je dlouhá a jemná bez jasně odlišené podsady. Je skořicově hnědá až žlutohnědá nebo písčitě žlutá s různým množstvím černých a bílých chlupů. Spodní část těla je béžová až bělavá. Pruh stejné barvy se táhne nad stehnem k horní části těla nad kořen ocasu. Ocas je bohatě ochlupený; jeho konec je černý nebo tmavě hnědý.
Váží 3–4 kg.
Pro noháče jsou charakteristické prodloužené zadní nohy; přední nohy jsou krátké. Mají krátkou tupě zakončenou hlavu a silný krk. Uši jsou úzké, asi 80 mm dlouhé, v horní polovině jen slabě ochlupené; jejich vnitřní strana je lysá.
Mají masivní lebku a v čelistech celkem 20 zubů: jejich zubní vzorec je

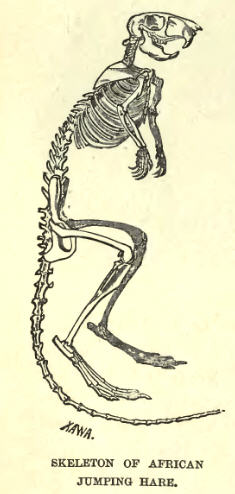
Kostra noháče – zřetelný je rozdíl mezi velikostí předních a zadních nohou

- 1.0.1.3
- 1.0.1.3

## Způsob života
Noháči jsou noční zvířata, i když občas jsou vidět na povrchu i ve dne. Vyhrabávají si systémy nor, kde přečkávají den a do nichž se schovávají před predátory. Jeden pár může v různých dnech užívat i několik systémů nor. Bylo zjištěno (Butynski a Mattingly, 1979), že jeden systém má průměrně 42 m chodeb nacházejících se kolem 78 cm pod zemí. Chodby jsou 17–23 cm vysoké a 10–23 cm široké. Celý systém má v průměru 9 východů. Některé z nich se nacházejí uprostřed kupek vyhrabané zeminy, jiné jsou bez kupek a směřují svisle dolů do hlavních tunelů.
Při krmení nebo pokud se necítí ohrožení se pohybují po všech čtyřech končetinách jako králíci. V nebezpečí skáčou po zadních nohách k nejbližší noře podobně jako klokani. Jednotlivé skoky měří i přes 2 metry a v běhu umí prudce měnit směr pohybu. Ocas při tom drží vodorovně nebo jej mají stočený nahoru.
Za jednu noc nachodí obvykle několik kilometrů, i když bylo pozorováno, že se nevzdalují více než 25–250 m od nor. Během období sucha však mohou naběhat 10–40 km.
Noháči netvoří žádné sociální struktury, i když v přírodě byly pozorovány skupinky o 8 nebo 9 exemplářích a ani v zajetí se podle některých informací společně umístění jedinci nechovají nepřátelsky. V jedné noře však žije vždy jen jeden jedinec nebo dospělý pár (častěji však jen matka) s mláďaty.
Domorodé černošské kmeny je často loví: odhaduje se, že jen v Botswaně je takto ročně uloveno 2,5 miliónu noháčů.

### Potrava
Potrava se skládá především z cibulek nebo silných kořínků, ale někdy jí i stonky bylin nebo jejich semena. Občas konzumují i sarančata nebo jiný hmyz.

### Rozmnožování
Bylo pozorováno, že noháči se mohou rozmnožovat prakticky po celý rok. Rodí jen jedno mládě vážící 250–300 g (dvojčata se vyskytují jen výjimečně); mezi jednotlivými vrhy je odstup průměrně 101 dnů. Mláďata jsou kojena průměrně 48 dní, načež opouštějí hnízdo. Dospívají ve třetím roce.
Maximální zaznamenaný věk noháče v zajetí byl 19 let.

## Stupeň ohrožení
Noháči nejsou podle posledních výzkumů ohroženi a v červeném seznamu druhů jsou vyhodnoceni jako málo dotčený druh. Do roku 2004 však byli zařazeni mezi zranitelné druhy.

## Chov v zoo
V Česku jsou chováni v:
- Zoo Praha
- Zoo Plzeň
- Safaripark Dvůr Králové